# Kenduruan
Kenduruan is een bestuurslaag in het regentschap Pasuruan van de provincie Oost-Java, Indonesië. Kenduruan telt 3515 inwoners (volkstelling 2010).